# Etel Fodor-Mittag
Etel Fodor-Mittag oder Etel Mittag-Fodor (geboren 28. Dezember 1905 in Agram, Österreich-Ungarn; gestorben 13. August 2005 in Wynberg, Südafrika) war eine ungarische Fotografin, Gebrauchsgrafikerin und Textilkünstlerin.

## Leben
1925–1928 besuchte sie zunächst für wenige Wochen die private Kunstgewerbeschule Almos Jaschik in Budapest und ließ sich an der Graphischen Lehr- und Versuchsanstalt in Wien zur Fotografin und Gebrauchsgrafikerin ausbilden. Im September 1928 bestand sie die Ausbildung und dann schrieb sie sich am Bauhaus ein. Hier wechselte sie nach Absolvierung des Vorkurses von Josef Albers in die Druck- und Reklamewerkstatt, der ab 1929 die neu gegründete Fotoklasse unter der Leitung des Berliner Fotografen Walter Peterhans angegliedert wurde. Bei Peterhans erlernte Etel Fodor-Mittag künstlerische fotografische Techniken.
Am Bauhaus entstanden erste Fotografien – Porträts von Kommilitonen und Freunden – und Stillleben, in denen sich der Einfluss von Peterhans’ Werk abzeichnen. Ihre Fotografien unterscheiden sich von denen Peterhans' in der Textur und dem Umgang mit Diagonalen. Nach persönlichen und politischen Differenzen mit Peterhans, verließ sie im April 1930 das Bauhaus und kehrte vorerst in die ungarische Heimat zurück. 1930 heiratete Fodor den Bauhaus-Kommilitonen Ernst Mittag. Parallel zum Abschluss der Studien ihres Mannes kehrte Etel Fodor-Mittag als externe Studentin an das Bauhaus zurück; Etel Fodor-Mittag blieb, arbeitete ab diesem Zeitpunkt aber als selbständige Fotografin und Gebrauchsgrafikerin in Berlin, später in Pécs und Budapest, ab 1938, nach ihrer Emigration, in Südafrika.
Im Alter von beinahe 70 Jahren begann Etel Fodor-Mittag künstlerisch im Bereich der Weberei zu arbeiten, vertiefte ihr bereits in der Jugend gewonnenes Wissen und unterrichtete das Web-Handwerk schließlich noch bis zu ihrem Tode 2005 in Südafrika. Insgesamt entstanden nur ca. 30 Wandbehänge, die sie im Vorhinein genauestens plante und für die sie Garne und Wollreste überall sammelte. Überwiegend waren diese nicht größer als 1 m × 0,5 m, die in den 60er Jahren entstandene Arbeit mit dem Titel "Tribute to Albers" war eine der größeren textilen Arbeiten. Keines dieser Stücke verkaufte sie; Etel Fodor-Mittag verschenkte ihre gewebten Werke ausschließlich an Verwandte und Bekannte.

## Ausstellungen (Auswahl)
- 2014: Zum Europäischen Monat der Fotografie Berlin, Bauhaus-Archiv Berlin[7]
- 2021: Etel Mittag-Fodor – Not an unusual Life for the Time and the Place, Kunsthochschule für Medien Köln[8]